# БГ БЕН
Вестник БГ БЕН (на английски: BG BEN Newspaper) е най-големият български вестник във Великобритания с обем от 48 страници, който се печата веднъж на 2 седмици в тираж от 6000 броя.

## Цели
Медията е насочена изцяло към укрепването на връзките вътре в българската общност, консултацията и практическите решения по проблемни въпроси, повишаването на нейната информираност, правна и професионална култура, и активното сътрудничество с британските институции.
Вестникът включва най-актуалните събития и новини за българите във Великобритания, полезна справочна информация, информация за услуги за общността, страници, посветени на рок музиката, забавни страници, любопитна информация от България, обяви и забавни страници.

## История
„БГ БЕН“ излиза от печат за първи път на 30 март 2004 г., в Лондон. Първоначалният му формат е А4, на 8 страници, със седмична периодичност и цветно приложение на английски, което се издава под името „Bulgaria“.
През юни 2005 г. вестникът актуализира своя формат, периодичност и обем и започва да излиза веднъж на 2 седмици, в 32 страници, и в стандартен вестникарски формат. Неговото английско приложение Bulgaria се запазва и поставя акцент на популяризирането на страната ни като туристическа и бизнес дестинация.
През ноември 2007 вестник „БГ БЕН“ преобразува своето английско приложение в допълнителни 8 страници на български език, които наред с новото повишаване на тиража му и постоянно разрастващата се дистрибуторска мрежа, го превърнаха в най-големия по обем български вестник на Острова.</ref>
Вестникът направи и поредната стъпка в отношенията с читателската си аудитория, като една година по-рано бе взето решение за неговото напълно безплатно разпространение.

## Разпространение
БГ БЕН се разпространява на над 90 популярни сред българите локации: Лондон, Манчестър, Бирмингам, Бристъл, Кент, Уотфорд и Стокпорт.